# Pierre Romera
Pour les articles homonymes, voir Romera.
Pierre Romera (né le 23 décembre 1988) est journaliste, développeur et entrepreneur français.
Aujourd’hui directeur de la technologie du Consortium international des journalistes d'investigation (ICIJ), il est l’un des pionniers du journalisme de données en France ,,,,.

## Biographie
Pierre Romera est l’un des pionniers français dans le domaine du journalisme de données ,,,.
En 2010, il rejoint OWNI en tant que développeur. Son appétit pour le journalisme le conduit rapidement à collaborer avec d’autres journalistes au sein de ce média. Ses travaux avec WikiLeaks, sont rapidement repris dans de nombreux médias soulignant le caractère innovant de ses projets.
En 2011, il quitte OWNI et co-fonde la société Journalism++, une agence web spécialisée dans le journalisme de données. Au-delà de ces activités pécuniaires, cette société mène plusieurs enquêtes internationales reconnues comme les Migrants Files qui lui vaudront plusieurs prix comme le Global Editors Network (en) Data Journalism Award en 2014 et l’European Press Prize en 2015 ,,. Aron Pilhofer (es), fondateur du service "Interactive News" au New York Times décrit Journalism++ comme une société "au cœur éthique fort" suivant "les plus hauts standards du journalisme".
Depuis 2012, il enseigne la programmation informatique aux étudiants de l'École de journalisme de Sciences Po.
En 2017, il quitte Journalism++ et rejoint le Consortium international des journalistes d'investigation (ICIJ) en tant que CTO. Pierre et son équipe développent des infrastructures et des outils dans le cadre des Paradise Papers. Impliquant 95 médias partenaires et 381 journalistes, ces révélations sont le fruit d'une enquête d'un an sur 13.4 million documents fuités.